# Jan Pillar
Jan Pillar ps. "Beton" (ur. 1882 w Starogardzie, zm. 1944 w KL Stutthof) – polski przedsiębiorca budowlany, działacz społeczny, komendant Tajnej Organizacji Wojskowej "Gryf Pomorski" miasta Starogard.

## Życiorys
Urodził się 10 lutego 1882 w Starogardzie jako syn Michała i Marii z d. Klein. Ojciec był przedsiębiorcą budowlanym i działaczem społecznym. Dosyć szybko zmuszony był do przejęcia budowlanej firmy rodzinnej po przedwczesnej śmierci ojca. Po uzupełnieniu wykształcenia w zakresie architektury i budownictwa rozszerzył działalność przejętej firmy. Kierował wznoszeniem kościołów, budynków publicznych oraz fabrycznych jak również domów mieszkalnych. Do najbardziej znanych wzniesionych przez niego budynków należą m.in. kościoły: w Rytlu, Pińczynie, gmach starostwa w Gniewie czy nadmorska willa gen. Hallera. W czasie zaborów był działaczem społecznym i narodowym. W czasie przejmowania Pomorza przez Polskę kierował Strażą Obywatelską w Starogardzie. W okresie międzywojennym działał społecznie w mieście, był m.in. komisarzem Pomorskiej Izby Rzemieślniczej, prezesem Związku Pracodawców, członkiem Rady Nadzorczej Banku Ludowego. Od 1921 był "królem kurkowym" Zarządu Bractwa Strzeleckiego jak również wiceprezesem, a od lutego 1922 prezesem Ochotniczej Straży Pożarnej.
W dniach 1-2 września 1939 należał do Straży Obywatelskiej, która w tych dniach pełniła dyżury w mieście. Po wkroczeniu Niemców do miasta przejściowo aresztowany i wysiedlony, jednak po wyjściu na wolność zdołał wrócić do miasta. Włączył się w działalność konspiracyjną. Początkowo w TOW "Gryf" był mężem zaufania, a od 1942 do wiosny 1944 pełnił funkcję komendanta miasta Starogard. W trakcie pobytu w szpitalu po operacji dwunastnicy 15 czerwca 1944 został aresztowany przez gestapo i skierowany do obozu Stutthof, gdzie był więziony jego syn Artur. W obozie otrzymał numer 37184. Zmarł 10 grudnia 1944 w obozie. Symboliczny grób jego i syna znajduje się na cmentarzu w Starogardzie Gdańskim.

## Rodzina
Z małżeństwa z Marią z d. Heese miał pięcioro dzieci: Franciszka, Artura, Zygmunta, Halinę i Marię. Synowie Artur i Zygmunt należeli do TOW "Gryf Pomorski".